# Град Јагодина
Град Јагодина је град у Поморавском округу у средишту Србије, у Шумадији. Средиште града као и округа је градско насеље Јагодина. Према попису из 2011. било је 71.852 становника, од чега 37.282 у самом граду. Према подацима са последњег пописа 2022. године у општини је живело 64.644 становника.
Пре Другог светског рата подручје града Јагодине носило је назив белички срез. Сам белички срез је имао у свом саставу општине: Багрдан варош, Багрдан село, Беличка, Беочићска, Буковачка, Бунарска, Винорачка, Врановачка, Главиначка, Глоговачка, Горњоштипљанска, Деоничка, Драгоцветска, Драгошевачка, Дубочка, Јагодинска, Јовачка, Ланишка, Левачка, Лоћичка, Мајурска, Мијатовачка, Милошевска, Остриковачка, Пањевачка, Праћинска, Рибарска, Стрижилска, Трешњевичка, Шантаровачка. На попису 1931. године белички срез је имао 48.866 становника. Белички срез, по попису из 1931, имао је у свом саставу општине: Багрдан, Багрдан варошица, Белица, Беочић, Буковче, Бунар, Деоница, Драгоцвет, Драгошевац, Дубока, Главинци, Глоговац, Горње Штипље, Јовац, Ланиште, Ловци, Лоћика, Мајур, Мијатовац, Милошево, Остриковац, Пањевац, Праћина, Рибаре, Стрижило, Шантаровац, Трешњевица, Винорача, Врановац и Јагодина.

## Поглавари беличког среза у Краљевини Југославији
Поглавар среза беличког током 1924. године био је Михаило Семана.
Поглавар среза беличког од јуна 1926. до 1927. године био је Божидар Марковић.
Поглавар среза беличког од јануара 1927. до октобра 1927. - Богдан М. Недељковић
Поглавар среза беличког од октобра 1927. до 1928. - Витомир Н. Казимировић

## Порекло имена
За 6 векова град је имао три имена: Јагодна, Јагодина и Светозарево. Први писани споменик датира од 15. јула 1399. године. То је извештај кнегиње Милице и њених синова Стевана и Вука дубровачкој општини о неком Дубровчанину. Године 1946. Јагодина добија име Светозарево по социјалисти Светозару Марковићу.
Романтичари, маштари, помињу крчмарицу Јагоду, са дворима и ханом на Црвеном брегу изнад гробља, у чијем је подножју расло село, названо по њој Јагодина. Крчмарица Јагода је, казују њени поштоваоци, по сунцу служила госте а под сјајем месеца, са 40 разбојника, нападала и пљачкала богате караване крај Цариградског друма. Трајало би то до у бескрај, да и легенда нема крај, па се вели да је у једној пљачки срела младића, пред чијом је лепотом задрхтала њена разбојничка рука. Изневерени пријатељи су је пустили да га поведе у своје дворе, али јој издају никада нису опростили. Једне ноћи нестао је у пламену Јагодин хан, над чијим се згариштем, у мрклим ноћима, годинама чуло њено језиво кикотање. Старији памте да је крај гробља постојао комад необрађеног земљишта, који се до скоро називао општинска утрина, а некад давно Јагодина ливада. У време Турака, од сеоцета у подножју Црвеног брега, израшће њихово насеље, које ће назвати Јагодина паланка, па отуда доцније и име Јагодина.

## Галерија
- Арачлијски поток - Ђурђево брдо, Јагодина
- Јагодина - водопад Поток
- Чесма Свете Тројице, Јагодина